# Porcellio napolitanus
Porcellio napolitanus là một loài chân đều trong họ Porcellionidae. Loài này được Verhoeff miêu tả khoa học năm 1930.